# Ali Hassan Mwinyi
Ali Hassan Mwinyi (Kivure, 8. svibnja 1925. – Dar es Salaam, 29. veljače 2024.) bio je tanzanijski političar. Drugi je predsjednik Ujedinjene Republike Tanzanije od 1985. do 1995. godine. Prije obnašanja dužnosti predsjednika bio je ministar unutarnjih poslova i potpredsjednik. Bio je predsjednik vladajuće stranke, Chama cha Mapinduzi (CCM) od 1990. do 1996. godine.
Tijekom Mwinyieve vlasti u Tanzaniji su poduzeti prvi koraci da se preokrene socijalistička politika Juliusa Nyererea. On je ublažio uvozna ograničenja i poticao privatna poduzeća. Tijekom svog drugog mandata pod pritiskom stranih donatora uvedeno je višestranačje. Često se naziva Mzee Rukhsa ("Sve ide"), promovirao je liberalizaciju morala, vjerovanje, vrijednosti (bez kršenja zakona) i gospodarstvo. Ponovio je ta uvjerenja obraćajući se zemlji u borbi protiv fanatika koji su palili mesnice u kojima se prodavalo svinjsko meso.  Fanatici su tvrdili da je jedenje svinjskog mesa u suprotnosti s njihovim uvjerenjima. Inzistirao je da je Tanzanija slobodna zemlja i da je važna individualna sloboda vjerovanja. 
Mnogi tvrde da je tijekom mandata Mwinyia zemlja bila u tranziciji iz propalog socijalizma koji je bacio ekonomiju na koljena. Tijekom njegove vladavine donesene su važne odluke koje su dovele do liberalizacije gospodarstva i kratkoročnog gospodarskog rasta.